# Yuzo Toyama
Yuzo Toyama (Japans: 外山雄三 Toyama Yuzo) (Tokio, 10 mei 1931 – Nagano (prefectuur), 11 juli 2023) was een Japans componist en dirigent.

## Levensloop
Zijn studie compositie deed hij aan de Tokyo National University of Fine Arts and Music. In 1950 won hij de tweede prijs voor het kamermuziekwerk Trois Pièces Caracteristiques pour Clarinette, Basson et Piano op het 20th Music Competition of Japan. In 1952 voltooide hij zijn studies en deed orkestervaring op als dirigent met het befaamde NHK Symphony Orchestra. In 1956 kreeg hij een baan als vaste dirigent. Onmiddellijk daarna ging hij voor twee jaar naar Wenen en voltooide zijn dirigeerstudie. In deze tijd ging hij ook naar de meester-cursus van Erich Leinsdorf aan het Salzburger Mozarteum.
Gedurende de wereldreis met het NHK-symfonieorkest 1960 toonde hij zijn vakbekwaamheid als dirigent en als componist, daar zijn Rhapsody for Orchestra op het programma stond. Verdere orkestreizen door Noord- en Zuid-Amerika volgden in 1966 en 1979 door Zuidoost-Azië, beide hadden veel succes. Intussen was hij beroemd geworden en kreeg 1968 een uitnodiging naar Moskou, om zijn celloconcert met de befaamde solist Mstislav Rostropovitsj te dirigeren. Tegelijkertijd werd in Australië zijn balletmuziek Yugen uitgevoerd en kwam hij daarna in Europese steden zoals Londen, Parijs en Brussel.
Hij dirigeerde bekende Japanse orkesten, zoals het Osaka Philharmonic Orchestra, Kyoto Symphony Orchestra (1967-1971) en Nagoya Philharmonic Orchestra. Sinds 1989 was hij zowel chef-dirigent van het NHK-symfonieorkest als muzikaal directeur van het Sendai Philharmonic Orchestra. Verder was hij muzikaal adviseur van het Osaka Philharmonic Orchestra. Talrijke nationale en internationale onderscheidingen heeft hij op zijn naam staan.
Zijn verdienste voor de uitvoeringen van opera's van Europese componisten in Japan is heel groot. Zo kwamen succesvol Benjamin Brittens Peter Grimes, The Rape of Lucretia en The Turn of the Screw en Francis Poulencs Dialogues des Carmelites op het programma. Maar ook opera's van Japanse componisten heeft hij geprogrammeerd, zoals Akira Miyoshi's opera Hasekura Tsunenaga of To-I Ho.
Hij bleef als componist heel actief en zijn oeuvre kent meer dan 225 werken in alle genres.
Toyama stierf aan een chronische nierziekte op 92-jarige leeftijd.

## Composities

### Werken voor orkest
- 1960 Rhapsodie voor orkest
- 1961 Divertimento voor orkest
- 1966 Symphonie "Terugkeer" (No. 1)
- 1967 Concert voor cello en orkest
- 1982 Symfonisch gedicht "Matsura"
- 1999 Symfonie nr. 2
- Berceuse
- Concert voor harp en orkest
- Dance of the Celestials
- Little Symphony
- Matsura symfonisch gedicht voor orkest
- Suite from the Ballet "Yugen"
  1. Dans van de mannen
  2. Dans van de hemelsen
- Three Songs from poetry of Kazue Shinkawa
- Yagibushi

### Werken voor harmonieorkest
- 1960 Rhapsodie, voor blaasorkest

### Muziektheater

#### Balletten
| Voltooid in | titel | aktes | première                        | libretto       | choreografie        |
| ----------- | ----- | ----- | ------------------------------- | -------------- | ------------------- |
| 1965        | Yugen |       | 1966, Australian Ballet Company | naar Hageromo" | Sir Robert Helpmann |

### Kamermuziek
- 1974 Lullaby, voor cello en piano
- 1982 Japanse Lyrische Suite